# Metagonimus yokogawai
Metagonimus yokogawai è il più comune trematode intestinale assieme a Metagonimus takashii e  Metagonimus miyatai.
La metagonimiasi è una malattia causata da uno di dei tre trematodi intestinali ed è molto diffusa in Estremo Oriente. La metagonimiasi è stata descritto da Katsurasa nel 1911-1913, quando la prima volta ne osservò le uova del M. yokagawai nelle feci (la data è contestata in diversi studi).
Il M. takahashii è stato descritto in seguito da Suzuki nel 1930 e poi il M. miyatai è stato descritto nel 1984 da Saito.

## Ciclo di vita

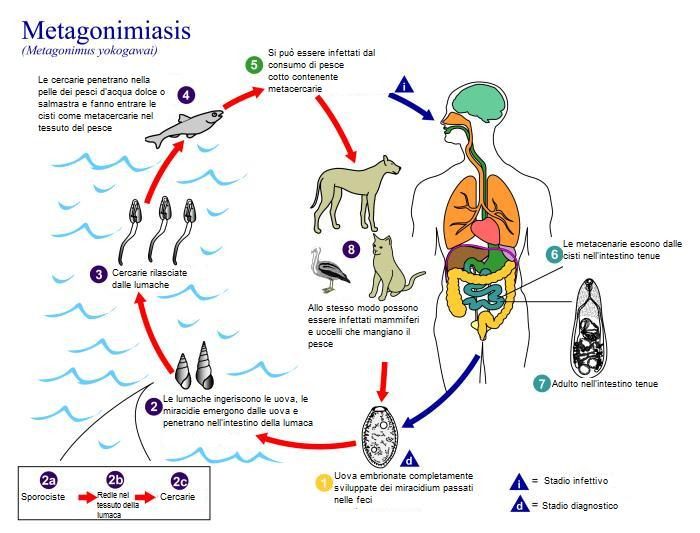

Il ciclo di vita di M. yokagawai è simile al ciclo di vita di M. takahashii e di M. miyatai. Tutte e tre le specie sono ermafroditi e in grado di auto-fecondarsi. Le uova embrionate vengono passate in un ambiente acquatico di acqua (dolce o salmastra), ciascuna dei quali contiene una larva completamente sviluppata, chiamata miracidium. Lo sviluppo non può procedere oltre questa fase, a meno che le uova vengono ingerite dal primo ospitante intermedio, le lumache. Dopo l'accoglienza la lumaca ingerisce le uova, la miracidia emerge e penetra nell'intestino tenue della lumaca. Nel tessuto della lumaca, le mircadie si sviluppano in sporocisti, poi redie, e, infine, emergono dalla lumaca come cercarie. Le cercarie allora penetrano la pelle o entrano sotto le squame dei pesci d'acqua dolce o salmastra ed escono dalle cisti come metacercarie nei tessuti. Il tipo di pesce che serve come secondo ospitante varia in base al luogo. L'ospitante allora diventa infetto mangiando pesce poco cotto, crudo o in salamoia contenente le metacercarie. Le metacercarie dopo essere uscite dalle cisti nell'intestino tenue dell'ospitante (uomo, mammifero o uccello) si sviluppano in adulti. Nell'intestino tenue gli adulti attaccano le pareti e sviluppano nuove uova.